# Tjåmotis
Tjåmotis (Tjámodis) är en by vid sjön Skalka i Jokkmokks kommun.
Tjåmotis anlades som ett nybygge 1699. I byn finns de bodar (ájtte), som användes av flyttsamerna för förvaring av mat och utrustning vintertid.

Blackälven flyter genom Tjåmotis, och mynnar i Lilla Luleälvens sjösystem söder om byn. Älven var tidigare anmärkningsvärd på grund av den milslånga fallsträcka som fanns alldeles norr om byn, av samerna kallad Heliga fallet, men när Seitevare kraftverk byggdes på 1960-talet dämdes stora delar av sträckan över av det enorma vattenmagasinet Tjaktjajaure, och de resterande 74 höjdmeter som återstod av forssträckan är för det mesta berövad sitt vatten.
Drygt 3 mil nordväst om Tjåmotis ligger fjällhemmanet Aktse och en fjällstuga tillhörande Svenska Turistföreningen samt en uthyrningsstuga tillhörande Svenska naturskyddsföreningen, vid ingången till Rapadalen.
Några kilometer utanför centrala Tjåmotis ligger Försvarets forskningsinstituts provningsområde. Där dom bedriver forskning och försök gällande rymdvapen. 